# Reserva marina de Cape Rodney-Okakari Point
La reserva marina de Cape Rodney-Okakari Point es una zona protegida de 5,5 km² en la isla Norte de Nueva Zelanda.
La reserva tiene una superficie de 547 ha, que se extiende desde el cabo Rodney hasta Okakari Point, extendiéndose 800 m mar adentro. Te Hāwere-a-Maki / Goat Island se encuentra dentro de la reserva y Leigh es la ciudad más cercana. Fue creada en 1975 como la primera reserva marina de Nueva Zelanda.
La Universidad de Auckland gestiona el Laboratorio Marino de Leigh en la reserva. Los científicos del laboratorio disponen de equipos científicos en la reserva para estudiar el funcionamiento de los ecosistemas marinos.

## Geografía
La reserva marina cuenta con una gran variedad de costas, como el cabo rocoso de Rodney, la playa de arena blanca de Pakiri y las marismas y manglares del puerto de Whangateau.
También hay cantos rodados, arenas, terrazas de lodo, rocas de guijarros y grava, que proporcionan una variedad de hábitats para la vida marina.

## Historia
Te Hāwere-a-Maki, también conocida como isla de las Cabras o Motu Hāwere, es importante para Ngāti Manuhiri, que remonta su whakapapa a la anterior iwi de Wakatūwhenua, que desembarcó con la waka Moekākara capitaneada por Tahuhunuiarangi. La isla lleva el nombre de Maki, hijo del antepasado fundador de la iwi, Manuhiri, que dirigió la conquista de la zona a finales del siglo XVII. El nieto de Manuhiri mantuvo un pā en la isla.
Los Ngāti Manuhiri mantuvieron casas y granjas en la zona hasta después de la primera colonización europea. Recibieron un título formal sobre la isla en 1901.
La reserva se estableció en 1975[2]. Antes de la creación de la reserva marina, el fondo marino tenía un ecosistema desequilibrado dominado por la kina, debido a la sobreexplotación de especies depredadoras como la langosta de roca y el pargo. En 2011, tras más de 35 años de protección, había abundancia y diversidad de peces en la reserva.

## Vida silvestre
En la reserva abundan los peces y la vida marina, como el pargo australiano y el erizo de mar neozelandés (kina).
También hay bosques de algas, jardines de esponjas, césped coralino y vida marina incrustante que vive en calas profundas.
Bajo las rocas viven anémonas de mar, cangrejos de roca y colas de cerdas. Los saltamontes y los piojos de mar viven en la arena. En las terrazas de lodo y las rocas de guijarros hay una gran variedad de criaturas, como caracoles, lapas, quitones, buccinos, cangrejos, semicangrejos, camarones, estrellas de mar, pequeños peces, ardillas de mar, percebes, gusanos tubulares y ostras.

## Actividades recreativas
La reserva recibe unos 200.000 visitantes al año.
Se utiliza para practicar snorkel, submarinismo y kayak. Sin embargo, no es apta para las actividades en el agua cuando hay vientos del este o noreste de 20 nudos o más, y oleaje del este o noreste de más de un metro.
Se permite la navegación en kayak y en barco en la reserva, y hay una rampa de botadura de barcos cerca de la reserva en Omaha Cove. Las embarcaciones pueden navegar y fondear con cuidado, pero arrastrar las anclas puede dañar la vida marina. La pesca está prohibida.
No se admiten perros en ningún lugar de la reserva, ni siquiera en las zonas de la costa. Los buceadores no deben romper pequeños animales frágiles como hidroides, corales de encaje y esponjas. Tampoco se permite a los visitantes pescar, alimentar a los peces o mover las rocas submarinas. Las rocas de la costa pueden voltearse con cuidado, pero deben volver a su posición original.
Hay una pasarela costera y una pasarela de la granja. Los visitantes también pueden explorar las piscinas de roca cuando la marea está baja.
Véase también